# モダニズム
モダニズム（英語: modernism）とは、
1. 近代主義のこと。
2. 20世紀初頭に各分野で起こった実験的な芸術運動。モダンアートともいう（本項で詳述）。
3. 19世紀の末、カトリック教会で起こった運動で、現代にふさわしい信仰を主張したが、異端とされた。近代主義 (カトリック)を参照。
4. スペイン語やポルトガル語におけるモダニズム運動は、モデルニスモを参照。

モダニズム（Modernism）は20世紀以降に起こった芸術運動、特に第一次世界大戦以後（戦間期）の1920年代を中心にした前衛的な動向を指す。従来の19世紀芸術に対して、伝統的な枠組にとらわれない表現を追求した。

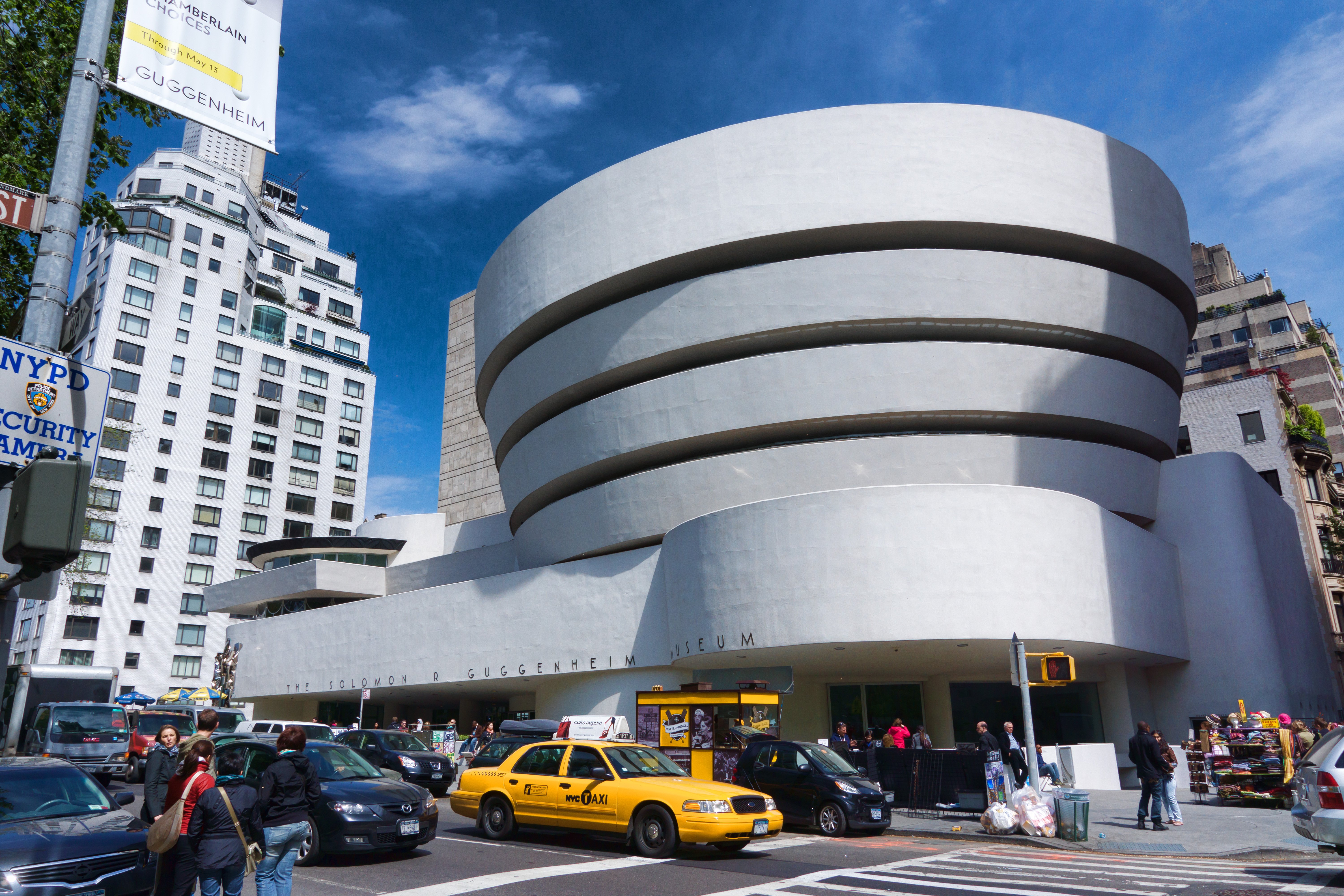
フランクロイドライト、ソロモングッゲンハイム美術館 1946年 - 1959年

## 各分野のモダニズム

### 文学
文学では、ジェームズ・ジョイス、T・S・エリオットらの実験的な作品を指す（モダニズム文学）。特にラテンアメリカ文学におけるモダニズム運動は、モデルニスモ文学として知られる。T・S・エリオットは芸術と伝統の関係について、先祖たちはその不死性を強調したと語った。

### 絵画
伝統的・保守的な画壇に対する新しい絵画ムーブメントとして印象派、新印象派、フォービズム、未来派、キュビズム、シュルレアリスム、ポップアート等の様々な運動が起こった。20世紀美術を参照。モダニズムは、19世紀のリアリズムが自然主義的な表現における意味の具体化に焦点を当てていると理解される場合、それをしばしば拒絶する。代わりに一部のモダニストは、よりリアルなリアリズムを目指した。たとえば、ピカソの1907年のプロト・キュビズム絵画「アヴィニョンの娘たち」は、被写体を単一の視点からではなく、代わりに平らな2次元の絵画平面で表現している。 1911年のピカソの「詩人」も同様に中心から外れており、身体を複数の視点から表現している。ペギー・グッゲンハイム・コレクションは、ピカソは、あたかも物体の周りを移動したかのように、各物体の複数の視点を提示し、それらを1つの複合画像に統合しているとコメントしている。
絵画におけるモダニズムの始まりについては諸説ある。もっとも早くには1863年フランスの落選者展（芸術アカデミーのサロンに落選した後の印象派の画家などが出展）をアバンギャルド（前衛芸術）の出発点とする。しかし、モダニズムを大きく支えたのは1929年に開館したニューヨーク近代美術館 (MoMA) と、1939年に論文『アヴァンギャルドとキッチュ』を発表した米国の美術評論家クレメント・グリーンバーグであった。激動の1960年代を通過したのち、1970年代後半頃からモダニズムの終焉が叫ばれた。（ポストモダン参照）

### 哲学・思想
哲学や政治思想の分野では、古典的な君主制や神政政治や封建主義などの権威主義的な思想や体制に対し、啓蒙主義以降の『人間の理性中心の思想』を指す。モダニズムはマキャベリらをルーツとして、モダニズムの哲学者には、サルトル、ニーチェ、メルロ・ポンティ、ヤスパースらがいた。
また「近代哲学」、もしくはモダニズムは、ポストモダニズムによって、その人間中心、進歩主義、産業中心、画一化などを批判されることがある。

### 建築
建築においては、過去の装飾を用いた様式建築を否定するウィーン分離派、デ・スティル、バウハウスなどの動向から、やがて合理的、機能的な建築を理想と考える近代建築運動が起こった。ル・コルビュジエ、ミース・ファン・デル・ローエ、フランク・ロイド・ライトらが世界近代建築の代表的な建築家とされている（モダニズム建築）。

20世紀に世界中で好まれたランドスケープの一つに、自然風景式庭園様式がある。人気となった最大の理由は、建築からの圧力や記号性を否定した近代建築にとって、控えめな「地」を演じてくれる自然風植栽が最適だったからであり、ランドスケープは、フレッチャー・スティールが自著(F. Steele (1930): New Pioneering in Garden Desi Landscape Architecture、October.)で述べた「木が木でありつづけた。ゆえにランドスケープは近代化されえなかった」のではなく、「自然風であること」を強要されたゆえに近代を実現できずにいたと結論されている。

植物生態分布に沿う都市の再編は、近代ランドスケープの祖、フレデリック・ロー・オルムステッドにより20世紀初頭にすでに行われている。たとえばボストンの「エメラルドネックレス」である。それは、ボストン郊外を人為的形態ではなく水系にそった植生の連続で規定しようとしたもので、衛生や福祉といった社会問題の解決だけでなく、その有機的形態をパークウェイという交通システムに翻訳するという離れ業でもあった。都市に緑をという一元的発想ではなく、近代の問題を複合的に解く植生提案だったのである。広域計画がこのように植生生態域から見直されるという展開を遂げていた一方、空間デザイン領域での植栽は新しい言語たりえるようダン・カイリーたち先駆者らが1940年代頃から積極的に新しい庭園構成を試みる。
更に1960から70年代にかけてミニマリズムや環境アートの実験があり、そこにランドスケープアーキテクト初期が追い求めていた、リズムと環境アートのなかの植物の扱い方を見ることができる。
例えば「木材という彫刻素材は、もとは樹木である」などの作品で製材という工程を制作過程にとり入れたディビッド・ナッシュは、J.アンドリューによるとミニマルな形態に向かう彫刻家の意志と、樹木という生物の偶発的形態の交差点に位置していた。
ミニマリズム・アートは「修辞の否定」の上に位置し、近代の視覚美術の一概念 形態からすべての物語性を排除するかたちが、ヨーロッパのディーター・キーナストや次世代のピーター・ウォーカーらによりランドスケープに展開されたとき、それはあらためて植物という生物素材の特質を際立たせることになった。すなわち極限まで純化された配列の中において、植物はその生物としての形態価値-ひとつとして同じ形のものはありえないことを顕在化させたのである。一方、ジョージ・ハーグレイブスは環境アートの植物への関心を埋立地の再生公園や河川敷整備を自生植物の偶発性にゆだねるという手法として展開した。
環境アートの多くが植物の生物としての特質個体差、偶発性そして増殖に発想の多くを得ており、制度への反駁や構造への反問の形態言語をつくり出したことに着目したのである。

### ミニマリズム
ミニマリズムは様々な形の芸術やデザイン、特にビジュアルアートや音楽の動きを表している。そこでは芸術家はすべての必須ではない形、特徴、または概念を排除することを通して主題の本質またはアイデンティティを明らかにすることになる。ミニマリズムとは、最もシンプルで最小限の要素で最大限の効果が得られるようなデザインやスタイルである。
芸術における特別な動きとして、それは第二次世界大戦後の西洋美術の発展、最も強力には1960年代と1970年代初頭のアメリカの視覚芸術と同一視されている。この運動に関連した著名な芸術家には、ドナルド・ジャッド、ジョンマッククラッケン、アグネス・マーティン、ダン・フラビン、ロバート・モリス、ロナルド・ブレーデン、アンネ・トライト、そしてフランク・ステラが含まれる。 それはモダニズムの還元的側面から派生したものであり、抽象表現主義に対する反論およびポストミニマル美術への架け橋として解釈されることが多い。1960年代初頭までには、ミニマリズムは芸術における抽象的な動きとして現れ（ カジミール・マレヴィッチ 幾何学的抽象、 バウハウスとピエト・モンドリアン ）、リレーショナルと主観的絵画、抽象的な表現主義的表面の複雑さの概念 アクション・ペインティングの分野に存在する感情的な精神主義者と論争者。ミニマリズムは、極端な単純さが芸術に必要な崇高な表現のすべてを捉えることができると主張した。ミニマリズムはポストモダンの前兆として、あるいはポストモダン運動そのものとして様々に解釈されている。後者の見方では、初期のミニマリズムは先進的なモダニズム作品を生み出した、しかし、モリスのような何人かのアーティストがアンチフォーム運動を支持して方向を変えたとき、運動は部分的にこの方向を放棄した。
Hal Fosterは、彼のエッセイ、The Minx of Minimalism において、出版されたミニマリズムの定義において、Donald JuddとRobert MorrisがどちらもGreenbergian Modernismを認め、それを上回るかを検証している。彼は、ミニマリズムはモダニズムの「行き止まり」ではなく、「今日も続いている現代的な慣行へのパラダイムシフト」と主張している。
その用語は、ラ・モンテ・ヤング、テリー・ライリー、スティーブ・ライヒ、フィリップ・グラス、そしてジョン・アダムスの作曲のような繰り返しと繰り返しを特徴とする音楽の動きを網羅するように拡張された。ミニマリスト作曲は、システムミュージックとして知られている。「ミニマリスト」という用語は、口語的に、その本質的要素に余裕がある、または取り除かれているものを意味する。それはまたサミュエル・ベケット の演劇や小説、ロベール・ブレッソンの映画、レイモンド・カーヴァーの物語、そしてコリーン・チャップマンの自動車デザインを記述するのにも使われてきた。

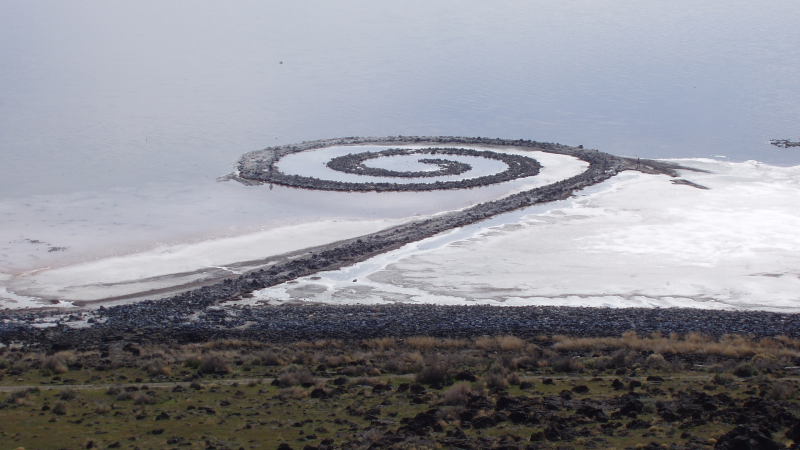
2005年4月中旬に米国ユタ州のRozel Pointの頂上からのスミッソンのSpiral Jetty。1970年に作成されて現在まで存在するが、水位の変化でしばしば湖面の下に沈む。土と塩に玄武岩から構成され、約6500トンある。

## アフリカとアジアのモダニズム
サンティニケタン：文脈的モダニズムの形成（「Santiniketan: The Making of a Contextual Modernism」と「阪神間モダニズム」も参照）。
Peter Kallineyは、「モダニストの概念、特に美的自治は、英語圏のアフリカにおける脱植民地化の文学にとって基本的なものであった」と示唆しているが 彼の意見では、Rajat Neogy、Christopher Okigbo、およびウォーレ・ショインカ、らは「植民地の束縛からの自由、人種差別の体系から、さらには新しい植民地時代からの自由を宣言するために近代主義的な美学的自治を再目的とした」作家の一人だった。
学者のWilliam J. Tylerによると、「modernism」と「modernist」という用語は、つい最近になって近代日本文学に関する英語の標準的な言説の一部となり、西ヨーロッパのモダニズムに対するそれらの信憑性に関する疑問が残る。 川端康成、永井荷風、谷崎潤一郎、横光利一のような著名な日本の作家の、明らかに現代的な散文を考えると、タイラーはこの奇妙なことに気づく。しかし、「1920年代と1930年代の日本の文化を記述し分析するための重要な概念として、視覚と芸術、建築、詩の学者たちは「 モダニズム 」を容易に受け入れた。1924年、川端康成など、様々な日本の若い作家が、横光利一は文芸雑誌文芸時代 （「アーティスティック・エイジ」）を開始した。この雑誌は「ヨーロッパのキュービズム、表現主義、ダダ、そして他の近代主義的スタイルによって影響を受けた「 芸術のための芸術 」運動の一部だった。
日本のモダニスト建築家、丹下健三 （1913-2005）は、伝統的な日本のスタイルとモダニズムを組み合わせた建築家の一人であり、各大陸で建物を設計した。彼は「私が後で構造主義と呼んだものについて考え始めたのは、1959年頃か60年代の初め頃だったと思います」と語った。彼のモダニスズムはコルビュジエの影響を受けており、1949年に広島平和記念公園のデザインコンペで優勝し、有名になった。
中国では、「 新感覚主義者 」（新感覚刺激派、XīnGǎnjuéPài）は上海を拠点とする作家のグループで、1930年代と1940年代に西洋と日本のモダニズムの影響を受けた。彼らは政治や社会問題よりも無意識や美学に関心があるフィクションを書いた。これらの作家の中にはMu Shiying、Liu Na'ou、およびShi Zhecunがいた。
インドでは、プログレッシブアーティストグループ（Progressive Artists' Group）が、主に1947年に結成されたインドのムンバイに拠点を置く現代のアーティスト のグループだった。それは特別なスタイルを欠いていたが、それはポスト印象派、キュービズムと表現主義を含む20世紀の前半からヨーロッパと北アメリカの影響でインドの芸術を総合した。

## 関連人物
- 寺山修司
- 埴谷雄高
- フランク・ザッパ
- ジョン・ケージ
- テリー・ライリー

## 書籍
- ジョンバース （1979） 補充の文学、後で金曜日の本 （1984）に再発行。
- Eco、Umberto （1990） 解釈の限界における連載の解釈、pp。  83-100、抜粋。
- Everdell、ウィリアムR. （1997） 最初の現代：20世紀の思想の起源のプロフィール （シカゴ：シカゴ大学の出版物）。
- Gerald Graff （1973） ポストモダン 派の進歩 の神話、TriQuarterly、26（Winter、1973）383–417; 小説今日の rept ：現代小説の現代の作家Malcolm Bradbury、ed。（London：Fontana、1977）; Proza Nowa Amerykanska編、Szice Krytyczne（ワルシャワ、ポーランド、1984）に再版。『アメリカ文学のポストモダン』の批判的アンソロジー、マンフレッド・プッツとピーター・フリーゼ編。（Darmstadt：Thesen Verlag、1984）、58–81。
- Gerald Graff （1975） アビスでのバビット：ポストモダンの社会的背景。 アメリカンフィクション、TriQuarterly、第33号（1975年春）、pp。  307–337; Putz and Freese編、Postmodernism、American Literatureに転載。
- Orton、FredとPollock、Griselda（1996） アバンギャルドとパルチザン、マンチェスター大学。
- Steiner、George （1998） アフターバベル、第6章文化のトポロジー、第3改訂版。
- Art Berman（1994）、イリノイ大学出版部、モダニズム序文。

## 英語：参考文献
- Armstrong, Carol and de Zegher, Catherine (eds.), Women Artists as the Millennium, Cambridge, MA: October Books, MIT Press, 2006. ISBN 978-0-262-01226-3.
- Aspray, William & Philip Kitcher, eds., History and Philosophy of Modern Mathematics, Minnesota Studies in the Philosophy of Science vol. XI, Minneapolis: University of Minnesota Press, 1988
- Baker, Houston A., Jr., Modernism and the Harlem Renaissance, Chicago: University of Chicago Press, 1987
- Berman, Marshall, All That Is Solid Melts Into Air: The Experience of Modernity. Second ed. London: Penguin, 1982. ISBN 0-14-010962-5.
- Bradbury, Malcolm, & James McFarlane (eds.), Modernism: A Guide to European Literature 1890–1930 (Penguin "Penguin Literary Criticism" series, 1978, ISBN 0-14-013832-3).
- Brush, Stephen G., The History of Modern Science: A Guide to the Second Scientific Revolution, 1800–1950, Ames, IA: Iowa State University Press, 1988
- Centre Georges Pompidou, Face a l'Histoire, 1933–1996. Flammarion, 1996. ISBN 2-85850-898-4.
- Crouch, Christopher, Modernism in art design and architecture, New York: St. Martins Press, 2000
- Eysteinsson, Astradur, The Concept of Modernism, Ithaca, NY: Cornell University Press, 1992
- Friedman, Julia. Beyond Symbolism and Surrealism: Alexei Remizov's Synthetic Art, Northwestern University Press, 2010. ISBN 0-8101-2617-6 (Trade Cloth)
- Frascina, Francis, and Charles Harrison (eds.). Modern Art and Modernism: A Critical Anthology. Published in association with The Open University. London: Harper and Row, Ltd. Reprinted, London: Paul Chapman Publishing, Ltd., 1982.
- Gates, Henry Louis. The Norton Anthology of African American Literature. W.W. Norton & Company, Inc., 2004.
- Hughes, Robert, The Shock of the New: Art and the Century of Change (Gardners Books, 1991, ISBN 0-500-27582-3).
- Kenner, Hugh, The Pound Era (1971), Berkeley, CA: University of California Press, 1973
- Kern, Stephen, The Culture of Time and Space, Cambridge, MA: Harvard University Press, 1983
- Kolocotroni, Vassiliki et al., ed.,Modernism: An Anthology of Sources and Documents (Edinburgh: Edinburgh University Press, 1998).
- Levenson, Michael, (ed.), The Cambridge Companion to Modernism (Cambridge University Press, "Cambridge Companions to Literature" series, 1999, ISBN 0-521-49866-X).
- Lewis, Pericles. The Cambridge Introduction to Modernism (Cambridge: Cambridge University Press, 2007).
- Nicholls, Peter, Modernisms: A Literary Guide (Hampshire and London: Macmillan, 1995).
- Pevsner, Nikolaus, Pioneers of Modern Design: From William Morris to Walter Gropius (New Haven, CT: Yale University Press, 2005, ISBN 0-300-10571-1).
- The Sources of Modern Architecture and Design (Thames & Hudson, "World of Art" series, 1985, ISBN 0-500-20072-6).
- Pollock, Griselda, Generations and Geographies in the Visual Arts. (Routledge, London, 1996. ISBN 0-415-14128-1).
- Pollock, Griselda, and Florence, Penny, Looking Back to the Future: Essays by Griselda Pollock from the 1990s. (New York: G&B New Arts Press, 2001. ISBN 90-5701-132-8)
- Potter, Rachael (January 2009). “Obscene Modernism and the Trade in Salacious Books”. Modernism/modernity 16 (1). ISSN 1071-6068 2019年6月8日閲覧。.